# Зигфрид II фон Щаде
Зигфрид II фон Щаде (на немски: Siegfried II von Stade; * ок. 965; † 6 януари или 1 май 1037) от фамилията Удони е граф на Щаде. Той е роднина на император Ото I Велики.

## Произход
Той е третият син на граф Хайнрих I фон Щаде Плешливи († 976) и първата му съпруга Юдит фон Ветерау († 973) от род Конрадини, дъщеря на граф Удо I фон Ветерау († 949) и Кунигунда Вермандоа († сл. 943) от род Каролинги (праправнучка на Карл Велики). Той е чичо на историка епископ Титмар Мерзебургски.
Братята му са Хайнрих II фон Щаде „Добрия“ († 1016) и Лотар Удо I фон Щаде († 23 юни 994, убит в битка близо до Щаде).

## Фамилия
Зигфрид II фон Щаде се жени за Адела/Етела фон Алслебен († 1 май), дъщеря на граф Геро фон Алслебен и Адела. Те имат един син и две дъщери:
- Лотар Удо I (* сл. 994; † 7 ноември 1057), граф на Щаде (1036 – 1057) и маркграф на Северната марка (1056 – 1057), женен за Аделхайд фон Райнфелден
- Ирмгард, абатиса на Алслебен
- Берта, абатиса на Алслебен